# Julia Wieniawa

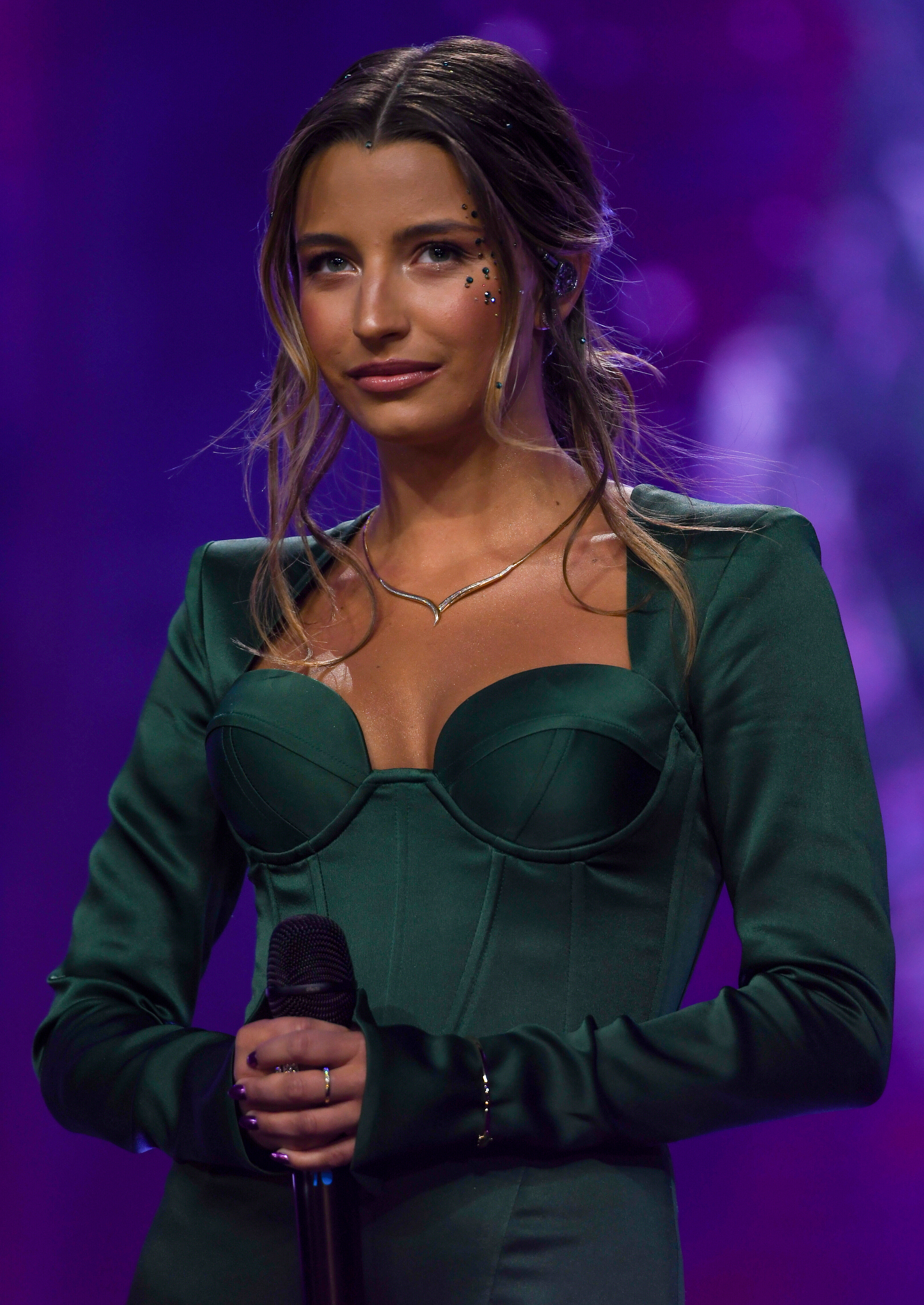
Julia Wieniawa-Narkiewicz (2023)

Julia Marta Wieniawa-Narkiewicz (* 23. Dezember 1998 in Warschau) ist eine polnische Schauspielerin und Sängerin.

## Leben
Julia Wieniawa-Narkiewicz wuchs als Tochter eines Grafikdesigners auf. Ihre Eltern sind geschieden. Sie machte ihren Abschluss am Jan-Zamoyski-Gymnasium in Warschau. Ihre Mutter wurde die Managerin ihrer Tochter. Bereits in ihrer Jugend nahm sie Schauspielunterricht am Theaterzentrum Ognisko Teatralne „U Machulskich“ sowie an den Schauspielateliers Pilaszewskiej und Nowakowskie.
Mit 14 Jahren trat sie in Musicals des Musiktheaters Teatr Muzyczny „Roma“ auf. Ab 2013 gehörte sie zur festen Besetzung der Comedy-Fernsehserie Rodzinka.pl. Es folgten diverse Filmrollen in Fernsehfilmen und Serien.
2020 spielte sie die Hauptrolle in Bartosz M. Kowalskis Horrorfilm Nobody Sleeps in the Woods Tonight. In der Fortsetzung Nobody Sleeps in the Woods Tonight 2 war sie ebenfalls zu sehen.

## Musik
Seit 2015 ist sie auch als Sängerin aktiv. Ihre Single Nie muszę erreichte Platz 59 der polnischen Airplay-Charts und Platz 4 der AirPlay-Nowości-Charts. Für 40.000 abgesetzte Einheiten erhielt sie 2020 dafür eine Doppelplatin-Schallplatte von der ZPAV.

## Filmografie

### Film
- 2018: Kobiety mafii
- 2018: Kobieta sukcesu
- 2019: Eine Million Küsse (Jak Poslubic Milionera)
- 2020: The Hater (Sala samobójców. Hejter)
- 2021: Small World
- 2020: Nobody Sleeps in the Woods Tonight (W lesie dzis nie zasnie nikt)
- 2020: Meine Freunde sind alle tot (Wszyscy moi przyjaciele nie zyja)
- 2021: Nobody Sleeps in the Woods Tonight 2 (W lesie dziś nie zaśnie nikt 2)
- 2022: How I Fell in Love with a Gangster (Jak pokochalam gangstera)
- 2022: Nie cudzolóz i nie kradnij
- 2023: Das Flüstern der Felder (Chłopi)
- 2024: Nieobliczalna
- 2024: Dalej jazda!

### Fernsehen
- 2013–2020: Rodzinka.pl (Fernsehserie)
- 2017: Na dobre i na zle (Fernsehserie, Episode 18x18)
- 2017: Druga szansa (Fernsehserie, Episode 3x01)
- 2017: Lekarze na start (Fernsehserie, Episode 1x25)
- 2018: Kobiety mafii (Fernsehserie, fünf Episoden und Pilotfilm)
- 2018: W rytmie serca (Fernsehserie, neun Episoden)
- 2019: The Pleasure Principle – Geometrie des Todes (Zasada przyjemności) (Fernsehserie, zwei Episoden)
- 2019–2020: Zawsze warto (Fernsehserie, 24 Episoden)
- 2021: Small World (Miniserie, drei Episoden)
- 2023–2024: Tesciowie (Fernsehserie, 30 Episoden)
- 2023: Opowiem Ci o zbrodni (Fernsehserie, Episode 6x02)
- 2023: The Office PL (Fernsehserie, Episode 3x11)

## Diskografie
Singles

| Jahr | Titel Album | Höchstplatzierung, Gesamtwochen, AuszeichnungChartsChartplatzierungen (Jahr, Titel, Album, Platzierungen, Wochen, Auszeichnungen, Anmerkungen) | Anmerkungen                                                          |
| Jahr | Titel Album | PL | Anmerkungen                                                          |
| ---- | ----------- | --- | -------------------------------------------------------------------- |
| 2018 | Nie muszę – | PL59 ×2Doppelplatin · (4 Wo.)PL | Erstveröffentlichung: 9. November 2018                               |
| 2023 | Nie całuj – | PL56 (2 Wo.)PL | Erstveröffentlichung: 18. Mai 2023 mit Dawid Tyszkowski & Kuba Karaś |
| 2024 | Sobą Tak –  | PL33 Gold · (3 Wo.)PL | Erstveröffentlichung: 10. Juli 2024                                  |
| 2025 | Kocham –    | PL11 Gold · (8 Wo.)PL | Erstveröffentlichung: 7. März 2025                                   |
| 2025 | Od Nowa –   | PL9 (4 Wo.)PL | Erstveröffentlichung: 25. April 2025                                 |

Weitere Singles
- 2017: Oddycham
- 2020: SMRC
- 2020: Wspólna chwila (mit Mery Spolsky & Arek Kłusowski)
- 2020: Niezadowolona (mit L.U.C)
- 2021: Zabierz tę miłość (mit Maciej Musiałowski, PL: Platin)
- 2021: Na darmo